# Standard International Trade Classification
Standard International Trade Classification, afgekort SITC, is een internationale classificatie van goederen gericht op het vergelijken van import en exportcijfers van landen. Het classificatiesysteem wordt beheerd door de Verenigde Naties. Het heeft een indeling tot op 5 cijfers.
De laatste (vierde) revisie vond plaats in 2006 en wordt aangeduid met SITC 4.